# 李彥士
李彥士（1517年—？），字惟聘，山西太原府榆次縣人，軍籍，明朝政治人物。李彦金弟。

## 生平
嘉靖十六年（1537年）丁酉科山西鄉試第四十七名舉人。嘉靖二十九年（1550年）中式庚戌科會試第一百四十二名，二甲第九十名進士。歷官四川按察司佥事，四十三年三月被科道纠拾，黜为民。

## 家族
曾祖李茂；祖父李公明；父李約，母劉氏。